# Lisztomania
Pour plus de détails, voir Fiche technique et Distribution.
Lisztomania est un film britannique réalisé par Ken Russell, sorti en 1975. Avec Roger Daltrey, Ringo Starr, Rick Wakeman et Fiona Lewis.
Le titre fait référence à l'engouement frénétique des admirateurs du compositeur Franz Liszt au xixe siècle.

## Synopsis
Plutôt qu'un récit direct, Ken Russell a choisi de présenter la vie du compositeur Franz Liszt, sa carrière musicale, ses frasques amoureuses, mais aussi son oscillation perpétuelle entre le Bien et le Mal au travers de différents tableaux chronologiques.
ADULTÈRE
Le comte d'Agoult surprend sa femme Marie au lit avec Franz Liszt ; il défie celui-ci dans un duel au sabre, mais Marie prend ouvertement parti pour son amant et exige de son mari qu'il laisse ce grand artiste vivre sa vie. Puisque c'est la musique qui les a rapprochés, d'Agoult décide de faire enfermer les deux amants dans un piano à queue et de disposer celui-ci en travers d'une voie de chemin de fer en rase campagne. Un train survient à pleine allure et pulvérise le piano.
PARIS
Mais c'est sans doute un mauvais rêve. En effet, dans le tableau suivant, on retrouve Liszt, star adulée des foules, au milieu de son cercle d'amis, dont Gioachino Rossini, Hector Berlioz, Frédéric Chopin et Richard Strauss. Un jeune compositeur inconnu et désargenté se nommant Richard Wagner se présente à lui, porteur d'un opéra de sa création nommé Rienzi. Liszt achète la partition de l'opéra et promet à Wagner de le valoriser. Il apparaît ensuite en scène sous les cris hystériques de centaines de jeunes filles, présente en quelques mots Wagner à la foule et commence à interpréter Rienzi ; mais il a complètement remanié l'œuvre à sa façon jusqu'à lui ôter tout son caractère dramatique. Ulcéré, Wagner quitte ostensiblement la salle. Pendant le concert, Liszt charge un de ses élèves, Hans von Bülow de repérer de possibles futures riches maîtresses au milieu de la foule. Parmi celles-ci, la princesse Carolyne de Sayn-Wittgenstein lui fait passer une invitation à la rejoindre en Russie.
La suite du tableau montre Liszt et Marie menant une vie de famille tellement lénifiante qu'elle amoindrit la créativité de l'artiste. Il envisage de se rendre en Russie pour jouer pour le Tsar. Marie, qui connaît la légèreté de mœurs de son compagnon, menace de rompre s'il met son projet à exécution. Franz explique à Cosima sa fille aînée qu'il se sent prêt à vendre son âme au diable pour retrouver tout son talent musical. Cosima promet de l'aider dans ce sens tandis qu'il fait ses valises pour la Russie.
SAINT-PÉTERSBOURG 
En Russie, Liszt se présente à la cour de la Princesse Carolyne.  Elle commence par le séduire, lui promettant la capacité de composer la musique brillante dont il est capable en échange du contrôle total de sa vie. Enfermé dans une pièce, il est contraint de respirer un gaz hallucinant, et dans son délire, voit de très jeunes femmes d'abord agressives, puis complètement séduites par sa musique et abordant des poses lascives. Très excité, il est alors victime de priapisme et se retrouve avec un sexe de trois mètres de long. Les jeunes filles attirent ensuite Liszt vers une guillotine dans lequel elles introduisent son phallus. Apparaît alors Carolyne qui lui annonce qu'il devra désormais mener une vie de conjoint modèle s'il veut retrouver toute sa créativité musicale. Au moment où elle déclenche la guillotine, Liszt se réveille brusquement en poussant un cri de douleur : son piano vient de se refermer sur ses doigts.
DRESDE
Nommé maître de chapelle à Weimar, Liszt est en déplacement à Dresde au moment du Soulèvement de 1849, il y retrouve par hasard Wagner, l'un des instigateurs du mouvement, qui lui reproche de se consacrer à sa musique plutôt que d'aider ses amis. Il lui quémande de l'argent pour s'enfuir avec les siens, ce que Liszt refuse. Wagner drogue alors Liszt, se transforme en vampire et se met à sucer le sang de sa victime dans l'espoir de pouvoir composer une musique  destinée à inspirer le nouveau mouvement nationaliste allemand. Puis il le laisse partir en lui confiant son pamphlet politique sur la couverture duquel figure un dessin de Superman.
VATICAN
En 1860, Liszt et Carolyne font le voyage jusqu'au Vatican pour que celle-ci obtienne du Pape Pie IX l'annulation de son mariage et son union avec Franz. Mais la procédure avorte au dernier moment à la suite de l'intervention de son mari Nikolaus et du Tsar. Furieuse de cette l'impuissance politique du Pape, Carolyne menace de publier ses travaux sur ses désaccords avec l'Église (Les Causes intérieures de la faiblesse extérieure de l'Église sortira finalement en 1870). Dépité de cet échec, Liszt décide de consacrer la suite de sa vie à la prêtrise.
Mais le fougueux compositeur est bientôt rattrapé par sa libido. Surpris au lit avec une femme par le Pape, il se voit proposer une mission de rachat : Wagner, qui entre-temps a séduit puis épousé Cosima (elle vivait auparavant avec von Bülow) entretient avec celle-ci un culte diabolique organisé autour de sa musique. Liszt doit donc les exorciser et les ramener à la foi chrétienne faute de quoi il sera excommunié et sa musique interdite.
BAYREUTH
Liszt se rend au château des Wagner, où il assiste sans être vu à une parodie secrète décrivant un Juif diabolique qui viole plusieurs nymphes Germaniques aux cheveux blonds. Wagner apparaît alors avec Cosima, paré en Superman et chante comment "la jeunesse florissante de l'Allemagne a été violée par "la bête" et comment "un nouveau Messie" arrivera bientôt pour la terrasser. À la fin de la chanson, Cosima défile au pas pendant que l'assistance, composé exclusivement d'enfants, l'accompagne du salut Nazi en chantant qu'ils "constitueront la race supérieure".
Liszt confronte Wagner, sans lui révéler ce qu'il a vu et s'informe sur ses ambitions. Wagner révèle qu'il a mis au point un viking mécanique  nommé Siegfried destiné à débarrasser le pays des Juifs. Quand Wagner éveille Siegfried avec sa musique, le robot se révèle être stupide et lourdaud, incapable d'accomplir sa mission. Liszt parvient à introduire de l'eau bénite dans la boisson de Wagner, mais celle-ci ne produit aucun effet. Wagner reprend alors son apparence de vampire et tente de voler la musique de Liszt dans le but de rendre Siegfried apte à sa mission. Liszt se précipite au piano et la musique qu'il joue exorcise Wagner cependant qu'un jet de flammes le carbonise grièvement. Cosima, étant témoin de l'état moribond de Wagner, rappelle à son père son projet passé de vendre son âme au Diable pour doper son talent musical, mais il lui fait comprendre que ce n'était que des paroles en l'air. Elle enferme alors son père, et dans une nouvelle cérémonie nazie, parvient à redonner vie à son mari sous les traits communs de Frankenstein et de Hitler. Pris au piège, Liszt observe comment Cosima mène le Wagner-Hitler à travers la ville pour y exterminer les Juifs avec une guitare transformée en mitraillette. Après quoi Cosima tue son père à distance en plantant une aiguille dans le cœur d'une poupée de chiffons à son effigie.
PARADIS
Dans l'au-delà, Liszt mène désormais une vie tranquille avec toutes les femmes de son existence terrestre (Marie, Carolyne, George Sand, et curieusement Cosima). Il pourrait en rester là, mais, se sentant appelé à vaincre définitivement le Mal, il embarque avec ses compagnes dans un vaisseau spatial qui redescend sur terre pour détruire le Wagner-Hitler qui continue de ravager la ville dans sa folie meurtrière. Cette mission accomplie, Liszt peut désormais chanter qu'il a trouvé "la paix finale" (Peace at last).

## Fiche technique
- Titre français : Lisztomania
- Réalisation : Ken Russell
- Scénario : Ken Russell
- Photographie : Peter Suschitzky
- Montage : Stuart Baird
- Musique : Rick Wakeman, Franz Liszt, Richard Wagner
- Pays d'origine :  Royaume-Uni
- Format : Couleurs - 2,35:1 - Dolby
- Genre : Biopic, comédie et film musical
- Date de sortie :
  -  États-Unis (New York) : 10 octobre 1975
  -  Royaume-Uni (Londres) : 13 novembre 1975
- Affiche : Jean Mascii (France)

## Distribution
- Roger Daltrey (VF : Dominique Collignon-Maurin) : Franz Liszt
- Sara Kestelman : Carolyne de Sayn-Wittgenstein
- Paul Nicholas (VF : Bernard Murat) : Richard Wagner
- Ringo Starr (VF : Claude Giraud) : pape Pie IX
- Rick Wakeman : Thor
- John Justin : Charles Louis Constant d'Agoult
- Fiona Lewis (VF : Evelyn Selena) : Marie d'Agoult
- Ken Parry (VF : Antoine Marin) : Rossini
- Veronica Quilligan (VF : Sylviane Margollé) : Cosima Wagner
- Nell Campbell : Olga Janina
- Imogen Claire : George Sand
- Murray Melvin : Hector Berlioz
- Andrew Faulds : Johann Strauss II
- Aubrey Morris : Manager
- Kenneth Colley : Frédéric Chopin